# The Existence of God
The Existence of God ("L'esistenza di Dio") è un trattato del filosofo delle religioni inglese Richard Swinburne, pubblicato per la prima volta nel 1979 dalla Clarendon Press.
Il saggio sostiene l'esistenza di Dio delle religioni abramitiche sulla base della sola ragione. L'argomentazione si basa su una versione della teologia naturale aggiornata con l'evoluzione biologica e applica l'inferenza scientifica, la teoria della probabilità (ad esempio il teorema di Bayes) e la logica induttiva.  Nel 2004 è stata pubblicata una seconda edizione con il medesimo titolo.
L'autore pone in evidenza la plausibilità intrinseca del teismo, riferendolo a un Dio eternamente onnipotente, onnisciente e perfettamente libero.
Fra gli argomenti presentati a favore dell'esistenza di Dio vi sono quelli cosmologici e teleologici, quelli che fanno uso della coscienza dei vertebrati superiori inclusi gli esseri umani, della moralità, della provvidenza, della storia, dei miracoli e dell'esperienza religiosa. Il problema del male non depone contro l'esistenza di Dio il cui apparente occultamento davanti alle negatività può essere spiegato come conseguenza del libero arbitrio dell'uomo. Il testo conclude affermando che, in una scala di probabilità variabile da 0 (impossibile) a 1 (assolutamente certo), la probabilità di esistenza di Dio è superiore a 0.5.
Nel 1996 l'autore ha pubblicato una sintesi di queste argomentazioni nel volume Is there a God? (tradotto in italiano col titolo Esiste un Dio?), omettendo l'uso del teorema di Bayes e della logica induttiva. L'edizione del 2010 include una parte dedicata all'interpretazione a molti mondi e all'inflazione cosmologica.

## Logica induttiva
L'uso della logica induttiva risulta di importanza centrale nell'argomentazione di Swinburne. Egli definisce un argomento C-induttivo corretto come un argomento in cui le premesse aumentano la probabilità della conclusione, e un argomento P-induttivo corretto più forte quando le premesse rendono la conclusione probabile con una probabilità maggiore del 50%.

## Il Dio dei teisti e il teorema di Bayes
Swinburne applica la probabilità condizionale a varie ipotesi relative all'esistenza di Dio e definisce:
- e l'evidenza disponibile,
- h l'ipotesi da verificare, e
- k la preconoscenza detta “tautologica”.

La notazione P(e|k) indica la probabilità che accada l'evento e, dato l'essersi già verificato in precedenza dell'evento k. Essa è anche chiamata probabilità a posteriori dell'evento e dato l'evento k.
La probabilità dell'evidenza presente e data la preconoscenza acquisita k può essere scritta come la somma della probabilità dell'evidenza che Dio esista ((e&h, e ed h) e della probabilità dell'evidenza che Dio non esista (e&~h, e e NOT h}:
{\displaystyle P(e|k)=P(e\&h|k)+P(e\&\sim h|k)}, con {\displaystyle P(e\&h|k)=P(h|k)P(e|h\&k)}, e {\displaystyle P(e\&\sim h|k)=P(e|\sim h\&k)P(\sim h|k)}
Applicando il teorema di Bayes a {\displaystyle P(h|e\&k)}, la probabilità dell'ipotesi dell'esistenza di Dio h data l'evidenza e e la preconoscenza k, risulta:
{\displaystyle P(h|e\&k)={\frac {P(e|h\&k)P(h|k)}{P(e|h\&k)P(h|k)+P(e|\sim h\&k)P(\sim h|k)}}\cdot }
La probabilità di un universo come quello attuale, evidenziata da {\displaystyle e} e senza un unico Dio onnipotente ({\displaystyle \sim h}), scritta come {\displaystyle P(e|\sim h\&k)P(\sim h|k)}, può essere scritta come la somma dele probabilità di molplici ipotesi opzionali di non-esistenza di Dio {\displaystyle h_{i}}, con i = 1, 2, 3:
- {\displaystyle h_{1}}: esistono molteplici dei o limitati, vale a dire non onnipotenti;
- {\displaystyle h_{2}}: non ci sono dèi, ma esiste uno stato iniziale o eterno di un qualche tipo che ha condotto allo stato attuale dell'universo;
- {\displaystyle h_{3}}: non c'è necessità di alcuna spiegazione, perché l'universo è sempre stato così com'è ora.

La somma delle probabilità diventa {\displaystyle P(e|\sim h\&k)P(\sim h|k)=P(e|h1\&k)P(h_{1}|k)+..+P(e|h_{3}\&k)P(h_{3}|k)}.
Swinburne procede quindi a rigettare queste tre ipotesi:
- {\displaystyle h_{1}} perché il teismo è una tesi più semplice dell'ipotesi di molteplici divinità, in particolare di molteplici divinità limitate. Per tale motivo, il teismo ha una probabilità molto maggiore: {\displaystyle P(e|h\&k)P(h|k)>>P(e|h_{1}\&k)P(h_{1}|k)}
- {\displaystyle h_{2}} fallisce perché, secondo Swinburne, un punto fisico inesteso o qualsiasi altro punto iniziale dell'universo ovvero uno stato eterno avrebbero probabilità molto basse di produrre le caratteristiche dell'universo attuale. Dato che il teismo è più probabile, vale che {\displaystyle P(e|h_{2}\&k)<P(e|h\&k)} o {\displaystyle P(h_{2}|k)<P(h|k).}
- {\displaystyle h_{3}} è rigettata allo stesso modo, perché, secondo Swinburne, vale che "risulta inconcepibile il fatto che ogni particella di materia in vaste regioni di spazio si comporti esattamente come ogni altra particella codificata nelle leggi della natura, senza che vi sia alcuna spiegazione".[15]

L'ipotesi {\displaystyle h_{3}} può spiegare lo stato attuale dell'universo, cioè l'evidenza e, senza la necessità di Dio. Ciò significa che {\displaystyle P(e|h_{3}\&k)=1}.
Tuttavia, Swinburne stima {\displaystyle P(h_{3}|k)} come un valore infinitesimamente basso. Quindi, stima le probabilità delle varie ipotesi di non-esistenza di Dio:
{\displaystyle P(e|h_{1}\&k)P(h_{1}|k)+..+P(e|h_{3}\&k)P(h_{3}|k)=P(e|\sim h\&k)P(\sim h|k)} will not exceed
{\displaystyle P(e|h\&k)P(h|k)}.
Pertanto, {\displaystyle P(h|e\&k)}, la probabilità a posteriori del teismo o dell'esistenza di Dio {\displaystyle h}, data l'evidenza e e la preconoscenza k, sarà maggiore o guale a 0.5, per effetto di un argomento P-induttivo corretto. Swinburne afferma che è impossibile assegnare un valore numerico esatto ale probabilità utilizzate.
Swinburne conclude che le prove deduttive dell'esistenza di Dio falliscono, pur affermando, sulla base del precedente argomento P-induttivo corretto, che il teismo è probabilmente vero. Fa notare che nei suoi calcoli è stata ignorata l'esperienza religiosa e l'evidenza storica della vita, morte e risurrezione di Gesù. L'integrazione di quest'ultima sarebbe sufficiente a rendere la probabilità del teismo superiore al 50%.

## Accoglienza
Nel 2005 Joshua Golding ha recensito The Existence of God, osservando che l'assenza di argomenti a favore dell'esistenza dell'aldilà conduce allo scetticismo circa l'esistenza di Dio, a motivo del problema del male. Non si può fare affidamento sul principio di credulità senza cautela. Golding preferirebbe una prova aprioristica dell'esistenza di Dio, un argomento induttivo migliore ovvero un argomento basato sulla ragion pratica.
Nel 2009, Jeremy Gwiazda, un filosofo dell'Università della Città di New York, ha dichiarato che Swinburne non ha dimostrato il suo assunto di partenza inerente la semplicità di Dio, dal quale ha poi dedotto la probabilità della sua esistenza. Gli argomenti basati sulla semplicità matematica e sulle preferenze degli scienziati falliscono entrambi.
Gabe Czobel ha analizzato le argomentazioni di Swinburne compreso il suo uso della statistica bayesiana e ha sottolineato gli errori nel ragionamento. Anche se la logica di Swinburne fosse giusta, un teista non potrebbe trarne molto conforto.
Il filosofo olandese Herman Philipse, dell'Università di Utrecht, nel 2017 ha tenuto ad Amsterdam una conferenza su Swinburne, elogiandone il tentativo di un approccio scientifico alla probabilità dell'esistenza di Dio, in contrasto con i teologi olandesi che invece rifiutavano argomentazioni razionali. Fra le numerose obiezioni sollevate, Philipse ha affermato che una spiegazione religiosa dell'universo presuppone la finitezza della sua storia. Di contro, potrebbe essere testata anche una classe di teorie cicliche che presentano una storia infinita dell'universo. Secondo volume God in the Age of Science?, pubblicato da Philipse nel 2012, attribuire proprietà mentali a un'entità richiede l'osservazione del suo comportamento corporeo, motivo per cui Dio non potrebbe essere incorporeo. Swinburne ha risposto che l'universo stesso può essere inteso come il corpo di Dio (v. panteismo). Secondo Philipse, la prova sperimentale di un'ipotesi non è costituita soltanto dalla sua semplicità, ma anche dalla conformità ad una vasta conoscenza di base. Inoltre, la statistica bayesiana non può essere applicata a Dio se questi è insondabile.